# Psilophyton
Psilophyton Dawson (1859) emend. Hueber & H.P.Banks (1967) es un género extinto de plantas vasculares conocido a partir de sus restos fósiles en numerosos yacimientos del mundo. Fue descrito en 1859 siendo una de las primeras plantas fósiles conocidas provenientes del Devónico (hace aproximadamente 420 a 360 millones de años). Esta planta tuvo una distribución cosmopolita y se han encontrado especímenes suyos en el norte de Maine (Estados Unidos), la Bahía de Gaspé, Quebec y Nuevo Brunswick (Canadá), la República Checa, y Yunnan (China), la mayor parte de ellos con rocas datadas en el periodo Emsiense del Devónico Medio.
En la descripción original de la especie tipo Psilophyton princeps se utilizaron restos fósiles de al menos tres plantas diferentes, por lo que las descripciones más antiguas resultaban confusas hasta que en 1969 se reanalizaron los resultados. Los representantes de Psilophyton fueron plantas de porte herbáceo con un rizomas horizontales que les permitía su unión al sustrato. A partir del rizoma se desarrollaba un tallo cilíndrico de ramificación dicótoma, crecimiento circinado y presumiblemente fotosintético al carecer de hojas o estructuras con función equivalente. Los órganos formadoras de esporas, los esporangios, se hallaban en los extremos de las ramificaciones. Los representantes de este género, no obstante, eran  mucho más complejos que algunas otras plantas de la misma era (por ejemplo, Rhynia) y se piensa que son parte del grupo desde el que han evolucionado los helechos y las plantas con semillas modernas.

## Especies

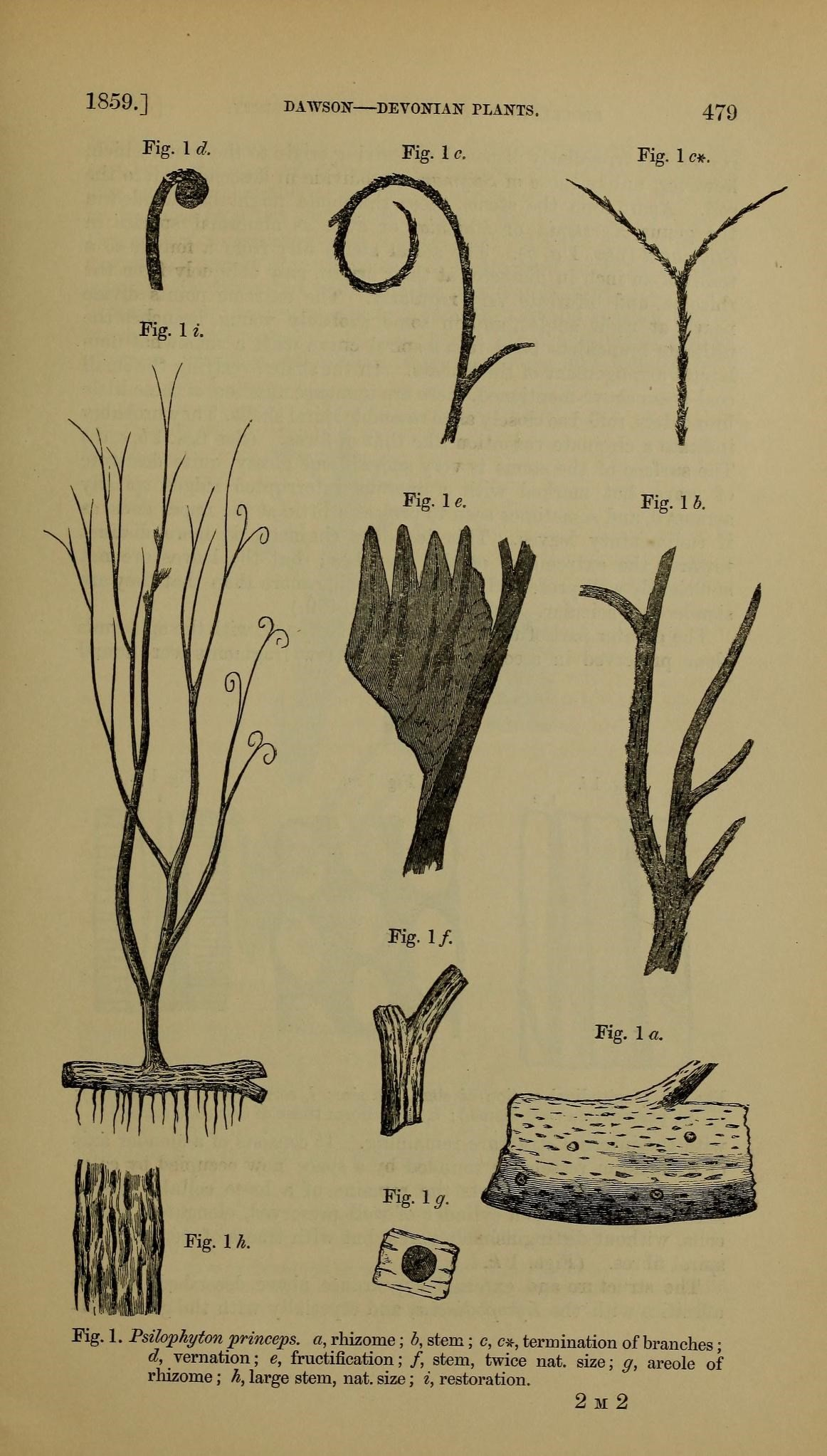
d. Vernación, c,c* terminaciones
i. reconstrucción, e. generación b. tallo
h,f. tallos, g,a. rizomas

- Psilophyton burnotense (Gilkinet) Kräusel & Weyland[5]
- Psilophyton charientos Gensel (1979)[6]
- Psilophyton coniculum Trant & Gensel (1985)[7]
- Psilophyton crenulatum Doran (1980)[8]
- Psilophyton dapsile Kasper et al. (1974)[9]
- Psilophyton dawsonii H.P.Banks et al. (1975)[10]
- Psilophyton forbesii Andrews et al. (1968)[3]
- Psilophyton genseliae Gerienne (1997)[11]
- Psilophyton krauselii Obrhel (1959)[12]
- Psilophyton microspinosum Kasper et al. (1974)[9]
- Psilophyton parvulum Gerienne (1995)[13]
- Psilophyton princeps Dawson (1859)[14]
- Psilophyton primitivum Hao & Gensel (1998)[15]
- Psilophyton szaferi Zdebska (1986)[16]